# Marcello Guarducci
Marcello Guarducci (* 11. Juli 1956 in Trient) ist ein ehemaliger italienischer Schwimmer. Er gewann bei Schwimmweltmeisterschaften eine Bronzemedaille und bei Schwimmeuropameisterschaften eine Silbermedaille und drei Bronzemedaillen. Bei Mittelmeerspielen erschwamm er elf Goldmedaillen und je eine Silber- und Bronzemedaille.

## Karriere
Guarducci begann bei Rari Nantes Trento in seiner Heimatstadt. Später ging er nach Rom zum Sportteam der Carabinieri. In seiner Karriere gewann er 25 italienische Meistertitel. Nach seiner Karriere wurde er Schwimmlehrer und leitete ab 2000 eine Schwimmschule in Rom.

### Von 1972 bis zur WM-Medaille 1975
Im Alter von sechzehn Jahren nahm Guarducci an den Olympischen Spielen 1972 in München teil. Die italienische 4-mal-100-Meter-Freistilstaffel mit Roberto Pangaro, Paolo Barelli, Marcello Guarducci und Alberto Castagnetti verfehlte als Neuntschnellste der Vorläufe den Finaleinzug um 0,04 Sekunden. Im Jahr darauf belegte die 4-mal-100-Meter-Freistilstaffel mit Pangaro, Castagnetti, Barelli und Guarducci den siebten Platz bei den Weltmeisterschaften 1973 in Belgrad. 1975 bei den Weltmeisterschaften in Cali wurde Guarducci Sechster über 100 Meter Freistil. Die 4-mal-100-Meter-Freistilstaffel mit Roberto Pangaro, Paolo Barelli, Claudio Zei und Marcello Guarducci gewann die Bronzemedaille hinter den Staffeln aus den Vereinigten Staaten und der Bundesrepublik Deutschland. Die 4-mal-100-Meter-Lagenstaffel mit Lapo Cianchi, Giorgio Lalle, Paolo Barelli und Marcello Guarducci erreichte den siebten Platz. Einen Monat nach den Weltmeisterschaften begannen in Algier die Mittelmeerspiele 1975. Guarducci siegte über 100 Meter Freistil mit einer Sekunde Vorsprung und über 200 Meter Freistil mit drei Sekunden Vorsprung. Mit der 4-mal-100-Meter-Freistilstaffel und mit der 4-mal-200-Meter-Freistilstaffel erhielt Guarducci zwei weitere Goldmedaillen, die italienische Lagenstaffel erschwamm Silber hinter den Spaniern.

### 1976 bis 1979
Bei den Olympischen Spielen 1976 in Montreal schied Guarducci über 200 Meter Freistil als Elfter der Vorläufe aus. Die italienische 4-mal-200-Meter-Freistilstaffel mit Guarducci, Pangaro, Barelli und Paolo Revelli schwamm auf den achten Platz. Die italienische Lagenstaffel mit Enrico Bisso, Giorgio Lalle, Paolo Barelli und Marcello Guarducci erreichte den siebten Platz. Schließlich wurde Guarducci in 51,70 Sekunden Fünfter über 100 Meter Freistil, nachdem er im Halbfinale bereits nach 51,35 angeschlagen hatte. Bei den Europameisterschaften 1977 in Jönköping gewann Guarducci die Bronzemedaille über 100 Meter Freistil hinter Peter Nocke und Wladimir Bure. Über 200 Meter Freistil siegte Peter Nocke vor Andrei Krylow, Guarducci wurde erneut Dritter. Mit der 4-mal-100-Meter-Freistilstaffel in der Besetzung Roberto Pangaro, Paolo Revelli, Paolo Sinigaglia und Marcello Guarducci wurde Zweite hinter dem Quartett aus der Bundesrepublik Deutschland um Peter Nocke, aber vor der sowjetischen Staffel mit Bure und Krylow.
1978 bei den Weltmeisterschaften in West-Berlin schwamm Marcello Guarducci in vier Endläufen. Er wurde Fünfter über 200 Meter Freistil, mit der 4-mal-100-Meter-Freistilstaffel in der Aufstellung Guarducci, Raffaele Franceschi, Sinigaglia und Revelli und mit der 4-mal-200-Meter-Fresitilstaffel mit Revelli, Guarducci, Franceschi und Giorgio Quadri. Über 100 Meter Freistil erreichte Guarducci den vierten Platz mit 0,92 Sekunden Rückstand auf den Drittplatzierten und 0,03 Sekunden Vorsprung vor dem Fünften. Bei den Mittelmeerspielen 1979 in Split siegte Guarducci über 100 Meter Freistil mit 0,19 Sekunden vor dem Spanier David López-Zubero. Über 200 Meter Freistil gewann López-Zubero vor dem Jugoslawen Borut Petrič, Guarducci wurde Dritter mit 0,23 Sekunden Rückstand auf den Sieger. Guarducci erschwamm zwei weitere Goldmedaillen mit der 4-mal-200-Meter-Freistilstaffel und mit der Lagenstaffel. Ebenfalls 1979 nahm Guarducci an der Universiade in Mexiko-Stadt teil und erhielt die Goldmedaille über 100 Meter Freistil mit 0,03 Sekunden Vorsprung vor Kirk Peppas aus den Vereinigten Staaten.

### 1980 bis zum Karriereende
Bei den Olympischen Spielen 1980 in Moskau fehlten viele Länder des Westens wegen des Olympiaboykotts. Italien nahm teil, untersagte aber den Militärangehörigen die Mitwirkung an den Spielen. Als Angehörigem der Carabinieri war für Guarducci die Olympiateilnahme nicht möglich. 1981 wurde er Achter über 100 Meter Freistil bei den Europameisterschaften in Split.
1982 bei den Weltmeisterschaften in Guayaquil schwamm die 4-mal-200-Meter-Staffel auf den vierten Platz in der Besetzung Paolo Revelli, Fabrizio Rampazzo, Raffaele Franceschi und Marcello Guarducci. Drei Tage später erreichten Andrea Ceccarini, Fabrizio Rampazzo, Raffaele Franceschi und Marcello Guarducci den fünften Platz in der 4-mal-100-Meter-Freistilstaffel. Bei den Europameisterschaften 1983 in Rom gewann die italienische 4-mal-200-Meter-Freistilstaffel mit Revelli, Guarducci, Franceschi und Rampazzo die Bronzemedaille hinter den beiden deutschen Staffeln aus West und Ost. Bei den Mittelmeerspielen 1983 in Casablanca siegte Guarducci über 100 Meter Freistil und wurde Sechster über 200 Meter Freistil. Guarducci war Mitglied aller drei Staffeln, mit denen er drei weitere Goldmedaillen erschwamm. Bei seiner dritten Olympiateilnahme 1984 in Los Angeles trat Guarducci in allen drei Staffeln an, erreichte aber nur mit der 4-mal-100-Meter-Staffel das Finale. Im Endlauf belegten Marcello Guarducci, Marco Colombo, Metello Savino und Fabrizio Rampazzi den achten Rang.